# Camilla Rosatello

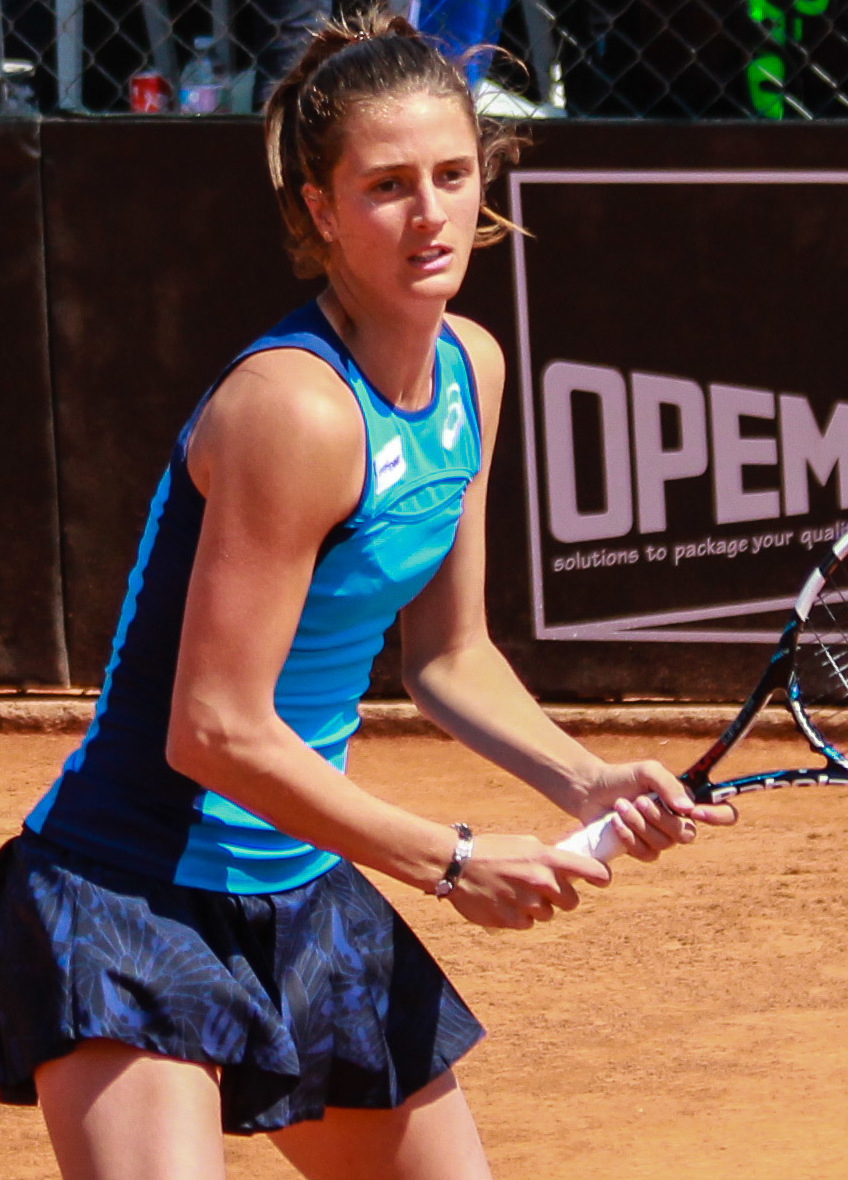
Fed Cup 2017

Camilla Rosatello (Saluzzo, 28 mei 1995) is een tennisspeelster uit Italië. Rosatello begon met tennis toen zij vijf jaar oud was. Haar favoriete ondergrond is tapijt, maar zij bereikt haar beste resultaten op gravel. Zij is rechtshandig en speelt tweehandig aan beide zijden. Zij is actief in het internationale tennis sinds 2010.

## Loopbaan

### Enkelspel
Rosatello debuteerde in 2010 op het ITF-toernooi van Boekarest (Roemenië). Zij stond in 2013 voor het eerst in een finale, op het ITF-toernooi van Sharm-el-Sheikh (Egypte) – zij verloor van de Turkse İpek Soylu. In 2022 veroverde Rosatello haar eerste titel, op het ITF-toernooi van Santa Margherita di Pula (Italië), door Jekaterina Reyngold te verslaan.
In 2018 speelde Rosatello voor het eerst op een WTA-hoofdtoernooi, op het toernooi van Rome. Haar beste resultaat op de WTA-toernooien is het bereiken van de kwartfinale, op het toernooi van Contrexéville 2022.

### Dubbelspel
Rosatello behaalde in het dubbelspel betere resultaten dan in het enkelspel. Zij debuteerde in 2010 op het ITF-toernooi van Cuneo (Italië), samen met landgenote Valentine Confalonieri. Zij stond later dat jaar voor het eerst in een finale, op het ITF-toernooi van Antalya (Turkije), geflankeerd door de Turkse Başak Eraydın – zij verloren van het Slowaakse duo Chantal Škamlová en Nikola Vajdová. In 2011 veroverde Rosatello haar eerste titel, op het ITF-toernooi van San Remo (Italië), samen met landgenote Benedetta Davato, door het Italiaanse duo Francesca Gariglio en Giorgia Marchetti te verslaan. Tot op heden(mei 2025) won zij veertig ITF-titels, de meest recente in 2025 in Târgu Mureș (Roemenië).
In 2017 speelde Rosatello voor het eerst op een WTA-hoofdtoernooi, op het toernooi van Gstaad, samen met de Letse Diāna Marcinkēviča. Sinds mei 2022 speelt zij hoofdzakelijk samen met landgenote Angelica Moratelli. Zij stond in 2023 voor het eerst in een WTA-finale, op het toernooi van Palermo, samen met Moratelli – zij verloren van het koppel Jana Sizikova en Kimberley Zimmermann. Later dat jaar veroverde Rosatello haar eerste WTA-titel, op het toernooi van Boekarest, weer met Moratelli, door het koppel Valentini Grammatikopoulou en Anna Sisková te verslaan. Hiermee betrad zij de top 100 van de wereldranglijst.
In maart 2024 won zij haar tweede WTA-titel, op het WTA 125-toernooi van Antalya, terug met Angelica Moratelli. In mei had zij met Moratelli haar grandslamdebuut op Roland Garros.
Haar hoogste notering op de WTA-ranglijst is de 72e plaats, die zij bereikte in mei 2024.

## Posities op deWTA-ranglijst
Positie per einde seizoen:
| jaar | rang enkelspel | rang dubbelspel |
| ---- | -------------- | --------------- |
| 2010 | 1110           | 950             |
| 2011 | 1086           | 1060            |
| 2013 | 564            | 365             |
| 2014 | 564            | 382             |
| 2015 | 672            | 499             |
| 2016 | 343            | 223             |
| 2017 | 295            | 156             |
| 2018 | 414            | 247             |
| 2019 | 463            | 334             |
| 2020 | 439            | 327             |
| 2021 | 413            | 163             |
| 2022 | 230            | 193             |
| 2023 | 311            | 85              |
| 2024 | 327            | 97              |

## Palmares
| Legenda                 |
| ----------------------- |
| Grandslamtoernooi       |
| Olympische Spelen       |
| Year-End Championships  |
| Premier Mandatory       |
| Premier Five / WTA 1000 |
| Premier / WTA 500       |
| International / WTA 250 |
| Challenger / WTA 125    |

### WTA-finaleplaatsen enkelspel
geen

### WTA-finaleplaatsen vrouwendubbelspel
| nr.              | finale     | toernooi            | ondergrond | partner            | tegenstandsters                         | score             |         |
| ---------------- | ---------- | ------------------- | ---------- | ------------------ | --------------------------------------- | ----------------- | ------- |
| gewonnen finales |            |                     |            |                    |                                         |                   |         |
| 1.               | 2023-09-16 | WTA Boekarest       | gravel     | Angelica Moratelli | Valentini Grammatikopoulou Anna Sisková | 7-5, 6-4          | details |
| 2.               | 2024-03-30 | WTA Antalya         | gravel     | Angelica Moratelli | Tímea Babos Vera Zvonarjova             | 6-3, 3-6, [15-13] | details |
| verloren finales |            |                     |            |                    |                                         |                   |         |
| 1.               | 2023-07-23 | WTA Palermo         | gravel     | Angelica Moratelli | Jana Sizikova Kimberley Zimmermann      | 2-6, 4-6          | details |
| 2.               | 2024-02-25 | WTA Puerto Vallarta | hardcourt  | Angelica Moratelli | Iryna Sjymanovitsj Renata Zarazúa       | 2-6, 6-7          | details |
| 3.               | 2025-05-23 | WTA Rabat           | gravel     | Angelica Moratelli | Maya Joint Oksana Kalasjnikova          | 3-6, 5-7          | details |

### Gewonnen ITF-toernooien enkelspel
| nr. | finale     | toernooi                 | dotatie  | ondergrond | tegenstandster in finale | score    |
| --- | ---------- | ------------------------ | -------- | ---------- | ------------------------ | -------- |
| 1.  | 2022-04-24 | Santa Margherita di Pula | $ 25.000 | gravel     | Jekaterina Reyngold      | 6-3, 6-4 |

## Resultaten grandslamtoernooien
| Legenda | Legenda                          |
| ------- | -------------------------------- |
| g.t.    | geen toernooi gehouden           |
| l.c.    | lagere categorie                 |
| –       | niet deelgenomen                 |
| G       | uitgeschakeld in de groepsfase   |
| 1R      | uitgeschakeld in de eerste ronde |
| 2R      | uitgeschakeld in de tweede ronde |
| 3R      | uitgeschakeld in de derde ronde  |
| 4R      | uitgeschakeld in de vierde ronde |
| KF      | uitgeschakeld in de kwartfinale  |
| HF      | uitgeschakeld in de halve finale |
| F       | de finale verloren               |
| W       | het toernooi gewonnen            |
| w-v     | winst/verlies-balans             |

### Enkelspel
geen deelname

### Vrouwendubbelspel
| toernooi        | 2024 | 2025 |
| --------------- | ---- | ---- |
| Australian Open | –    | 2R   |
| Roland Garros   | 1R   |      |
| Wimbledon       | 1R   |      |
| US Open         | 1R   |      |